# 阿拉瓜拉毛鼻鯰
阿拉瓜拉毛鼻鯰，為輻鰭魚綱鯰形目毛鼻鯰科的其中一種，為熱帶淡水魚，分布於南美洲玻利維亞Aguarague國家公園淡水流域，體長可達7.3公分，棲息在底層水域，生活習性不明。

## 扩展阅读
維基物種上的相關：阿拉瓜拉毛鼻鯰